# باشگاه فوتبال سنت لوئیس سیتی
باشگاه فوتبال سنت لوئیس سیتی یک باشگاه حرفه‌ای فوتبال آمریکایی مستقر در سنت لوئیس، میزوری است. آن‌ها در ام‌ال‌اس به عنوان عضوی از کنفرانس غرب شرکت می‌کنند و در سال ۲۰۲۳ به عنوان یک تیم گسترش دهنده به آن پیوستند. این باشگاه در سال ۲۰۱۹ تأسیس شد و مسابقات خانگی خود را در سیتی‌پارک، یک ورزشگاه جدید فوتبال در کنار ایستگاه یونیون در مرکز سنت لوئیس، برگزار می‌کند.